# 690 Wratislavia
A 690 Wratislavia (ideiglenes jelöléssel 1909 HZ) a Naprendszer kisbolygóövében található aszteroida. Joel Hastings Metcalf fedezte fel 1909. október 16-án.